# فرودگاه آبی تمیسکیمینگ/لاک کیپاوا
فرودگاه آبی تمیسکیمینگ/لاک کیپاوا (به انگلیسی: Témiscaming/Lac Kipawa Water Aerodrome) یک فرودگاه همگانی است که یک باند فرود آب دارد. این فرودگاه در کشور کانادا قرار دارد و در ارتفاع ۲۶۹ متری از سطح دریا واقع شده است.